# Grande Palestine
La Grande Palestine (arabe: فلسطين الكبرى) est une notion irrédentiste utilisée par certains nationalistes palestiniens cherchant à établir un État-nation palestinien sur l'ensemble de l'ancienne Palestine sous mandat (l'actuel État d'Israël, la Cisjordanie et la bande de Gaza) voire de l'Émirat de Transjordanie.
Certains responsables de l'Organisation de libération de la Palestine ont étendu les revendications des années 1970 et 1980 à la Jordanie. Le terme est contraire aux termes de la Grande Syrie et de la patrie arabe.

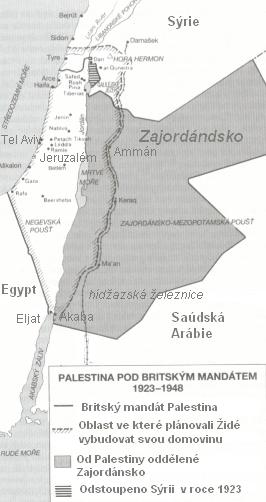
Territoire revendiqué par l'OLP.

## Histoire
En 1920, le Royaume-Uni a établi la Palestine au sud du Levant, entre le Sinaï et l'Irak. L'Émirat de Transjordanie a été érigé en tant que protectorat britannique dans le cadre du mandat palestinien, mais en dehors des stipulations de la déclaration Balfour.
Benny Morris a décrit la Grande Palestine comme un « État peuplé de musulmans et sous contrôle arabe dans toute la Palestine ».

### Jordanie
Lors d'une conférence de presse, Ahmed Choukeiri a déclaré que la Jordanie était « la patrie de l'Organisation de libération de la Palestine et que son peuple était son peuple ». Il a également rappelé que « le retour de la Cisjordanie à la mère patrie, dans son esprit et sa conscience, et dans son esprit et son corps, constitue une étape fondamentale sur la voie du retour de la patrie volée ».
Au cours de la guerre civile de 1970-1971 qui a éclaté en Jordanie entre des groupes de guérilla palestiniens et l'armée jordanienne, les Palestiniens ont réussi à prendre le contrôle de certaines villes, telles que Ramtha, Irbid, Jerash. Au milieu de 1971, l'OLP fut défaite et exilée au Liban. Cela a été perçu comme une tentative de conquérir toute la Jordanie en tant que première étape pour libérer le reste de la Palestine historique comme le voyait l'OLP.
Jusqu'à la fin des années 1980, l'OLP a continué à faire des déclarations irrédentistes en exprimant son désir de voir la Jordanie faire partie du prochain État palestinien. À partir du début des années 1970, les Palestiniens ont commencé à être stéréotypés (en Jordanie) par les Transjordaniens et les Palestiniens-Jordaniens à être désignés sous le nom de Baljikiyyah (Belges), cette épithète continuant à être utilisée comme une insulte nationale contre les Palestiniens-Jordaniens aujourd'hui.

### Du fleuve à la mer
Du fleuve à la mer (arabe: min al-nahr ila al-bahr) est et fait partie d'un slogan politique populaire utilisé par certains nationalistes palestiniens. Il contient l'idée que les terres situées entre le Jourdain et la mer Méditerranée soient entièrement placées sous domination arabe aux frais de l'État d'Israël, à l'exclusion des hauteurs contestées du Golan, conquises en 1967 par la Syrie et annexées unilatéralement en 1981. Il a été utilisé fréquemment par les dirigeants arabes et est souvent scandé lors de manifestations anti-israéliennes.
Le slogan est polyvalent et comporte de nombreuses variantes, notamment « Du fleuve à la mer, la Palestine sera libre », « La Palestine nous appartient de fleuve en mer », « La Palestine est islamique de fleuve en mer ». Les érudits islamiques affirment également que le Mahdi déclarera également le slogan selon le format suivant : « Jérusalem est arabe-musulmane et la Palestine - du fleuve à la mer - est arabe-musulmane ».